# Turquia nos Jogos Olímpicos de Verão de 2012
A Turquia competiu nos Jogos Olímpicos de Verão de 2012, que aconteceram na cidade de Londres, no Reino Unido, de 27 de julho até 12 de agosto de 2012.

## Desempenho

### Atletismo
Os atletas da Turquia até agora alcançaram índices de classificação nos seguintes eventos (máximo de três atletas por índice A e um por índice B):
Eventos com dois atletas classificados por índice A:
- 1500 m feminino
- 3000 m com obstáculos feminino

Eventos com um atleta classificado por índice A:
- 800 m masculino
- 1500 m masculino
- Arremesso de disco masculino
- Lançamento de martelo masculino
- Arremesso de dardo masculino
- Maratona feminina
- 400 m com barreiras feminino

Eventos com um atleta classificado por índice B:
- 20 km marcha atlética masculino
- 400 m feminino
- 800 m feminino
- 5000 m feminino
- 100 m com barreiras feminino
- Salto em altura feminino
- Salto em distância feminino
- 20 km marcha atlética feminino

### Halterofilismo(9 atletas)
Masculino
| Atleta         | Evento | Arranque (kg) | Arremesso (kg) | Total (kg) | Posição |
| -------------- | ------ | ------------- | -------------- | ---------- | ------- |
| Erol Bilgin    | -62kg  | 135,0         | 165,0          | 300,0      | 8º      |
| Hurşit Atak    | -62kg  | 130,0         | 172,0          | 302,0      | 5º      |
| Bünyamin Sezer | -69kg  | 130,0         | 145,0          | 275,0      | 18º     |
| Mete Binay     | -69kg  | 150,0         | 175,0          | 325,0      | 6º      |
| Nezir Sağır    | -85kg  | 140,0         | 175,0          | 315,0      | 16º     |

Feminino
| Atleta          | Evento | Arranque (kg) | Arremesso (kg) | Total (kg) | Posição |
| --------------- | ------ | ------------- | -------------- | ---------- | ------- |
| Nurdan Karagöz  | -48kg  | 83,0          | 104,0          | 187,0      | 5º      |
| Aylin Daşdelen  | -53kg  | 91,0          | DNF            | DNF        | DNF     |
| Bediha Tunadağı | -58kg  | 87,0          | 107,0          | 194,0      | 15º     |
| Sibel Şimşek    | -63kg  | 105,0         | 130,0          | 235,0      | 4º      |

### Lutas
A Turquia conquistou cinco vagas no Copa do Mundo de Lutas de 2011, realizada em Istanbul, na Turquia, do dia 12 ao dia 18 de setembro de 2011.
- Categoria -96 kg, na luta livre masculina;
- Categoria -74 kg, na luta greco-romana masculina;
- Categoria -84 kg, na luta greco-romana masculina;
- Categoria -96 kg, na luta greco-romana masculina;
- Categoria -120 kg, na luta greco-romana masculina.

### Natação
Feminino
| Atletas              | Evento       | Eliminatórias | Eliminatórias | Semifinal   | Semifinal   | Final       | Final       |
| Atletas              | Evento       | Tempo         | Posição       | Tempo       | Posição     | Tempo       | Posição     |
| -------------------- | ------------ | ------------- | ------------- | ----------- | ----------- | ----------- | ----------- |
| Burcu Dolunay        | 100 m livre  | 55s35         | 22º           | Não avançou | Não avançou | Não avançou | Não avançou |
| Hazal Sarikaya       | 100 m costas | 1min04s80     | 40º           | Não avançou | Não avançou | Não avançou | Não avançou |
| Dilara Buse Gunaydin | 100 m peito  | 1min09s43     | 29º           | Não avançou | Não avançou | Não avançou | Não avançou |
| Dilara Buse Gunaydin | 200 m peito  | 2min30s64     | 30º           | Não avançou | Não avançou | Não avançou | Não avançou |

### Taekwondo
A Turquia conseguiu vaga para uma categoria de peso, conquistada no pré-olímpico, realizado em Baku, no Azerbaijão:
- até 68 kg feminino.

### Tênis de mesa
Classificado para o individual feminino:
- Melek Hu

### Tiro
Masculino
| Atleta        | Evento                | Qualificação | Qualificação | Final       | Final       | Posição |
| Atleta        | Evento                | Placar       | Posição      | Placar      | Total       | Posição |
| ------------- | --------------------- | ------------ | ------------ | ----------- | ----------- | ------- |
| Yusuf Dikeç   | Pistola de ar de 10 m | 575          | 27º          | Não avançou | Não avançou | 27º     |
| İsmail Keleş  | Pistola de ar de 10 m | 575          | 24º          | Não avançou | Não avançou | 24º     |
| Yusuf Dikeç   | Pistola livre 50 m    | 559          | 13º          | Não avançou | Não avançou | 13º     |
| İsmail Keleş  | Pistola livre 50 m    | 559          | 12º          | Não avançou | Não avançou | 12º     |
| Oğuzhan Tüzün | Fossa olímpica        | 117          | 24º          | Não avançou | Não avançou | 24º     |

### Tiro com arco(1 atleta)
| Atleta          | Prova               | Rodada de classificação | Rodada de classificação | Ronda dos 64                | Ronda dos 32           | Ronda dos 16           | Quartos-finais         | Semifinais             | Final                  | Final       |
| Atleta          | Prova               | Placar                  | Pos.                    | Adversário e resultado      | Adversário e resultado | Adversário e resultado | Adversário e resultado | Adversário e resultado | Adversário e resultado | Pos.        |
| --------------- | ------------------- | ----------------------- | ----------------------- | --------------------------- | ---------------------- | ---------------------- | ---------------------- | ---------------------- | ---------------------- | ----------- |
| Begül Löklüoğlu | Individual feminino | 648                     | 26º                     | TPE C-Y. Le D 0-2, 0-2, 0-2 | Não avançou            | Não avançou            | Não avançou            | Não avançou            | Não avançou            | Não avançou |